# 畠山義慶
畠山義慶（1554年－1574年）是能登的戰國大名。能登畠山氏當主。畠山義綱嫡男。幼名次郎。

## 生平
天文23年（1554年）出生，家中嫡男。
永祿9年（1566年），祖父畠山義續和父親畠山義綱被重臣追放，遊佐續光、長續連、八代俊盛等擁立未元服的義慶成為傀儡君主。但是在元龜2年（1571年）就任修理大夫、天正元年（1573年）的能登一宮氣多大社的棟札上有義慶的名字等（現今在石川縣羽咋市），都顯示了有相當多的行動。
在天正2年（1574年）死去。戒名是興性寺殿桂岳德林大禪定門。死因是病死，但是有暗殺的說法。暗殺一説的實行者為遊佐續光和溫井景隆比較有力。繼承者是弟弟畠山義隆。
以上已經成為定説，但是因為沒有足夠資料流傳，所以亦屬於假説。現在連義慶和弟弟畠山義隆是同一人物的説法都有，還不能完全否定。